# Награда за истраживачко новинарство Дејан Анастасијевић
Награда за истраживачко новинарство Дејан Анастасијевић додељује се за посебне успехе и достигнућа у истраживачком новинарству у Србији. Награду додељује Независно удружење новинара Србије (НУНС). 
Награда од 2020. године носи име Дејана Анастасијевића, бившег новинара и уредника недељника Време и ББЦ-ја на српском, дописника америчког магазина Тајм и дописника Танјуга из Брисела.
Анастасијевић је преминуо у априлу 2019. године.
Ова награда својеврсни наследник је Награде Југ Гризељ, коју је такође додељивало Независно удружење новинара Србије за истраживачко новинарство. 

## Списак добитника награде Дејан Анастасијевић

### 2020.
- Штампа: Вук Цвијић за серију текстова о афери Крушик[4]
- Електронски медији: Адам Сантовац (ТВ Н1) за документарни филм „Мегадипломац”[4]
- Онлајн: Јелена Вељковић и Александар Ђорђевић (БИРН), за текстове о оцу министра полиције Бранку Стефановићу[4]
- Специјалне плакете: Јужне вести и Машина[4]

### 2021.[5]
- Штампа: Сандра Петрушић (НИН) за текст „На потезу је републичка јавна тужитељка Загорка Доловац: Фалсификовање података битних по јавно здравље"
- Електронски медији: Јелена Зорић (ТВ Н1) за емисију „Оптужница-Јовањица”
- Онлајн: Наталија Јовановић (БИРН) за текст „Корона: Број умрлих и заражених вишеструко већи од званично саопштеног”
- Специјалне плакете: Редакција КРИК и Анђела Миливојевић

### 2022.[6]
- Штампа: Јована Глигоријевић (Време) за истраживачки текст „Сексуално насиље у Истраживачкој станици Петница: Завера ћутања која је дуго трајала”
- Електронски медији: Младен Саватовић (ТВ Н1) за документарац „Испод површине краљеви асфалта”
- Онлајн: Слађана Глушчевић и Милош Катић (ВОИЦЕ) за текст “Држава имовину вредну 1,8 млрд евра продала губиташу АБЛ Солвенту за 51 милион евра”

### 2023.[7]
- Штампа: Немања Рујевић, Ингрид Геркама, Натали Бертрамс и Тристен Тејлор за текст „Папагаји вредни као кокаин“
- Електронски медији: Маја Николић (ТВ Н1) за документарни филм „Последња почаст” у оквиру документарног серијала „Испод површине”
- Онлајн: Радмило Марковић (БИРН) за истраживање „Београд – рај за дивљу градњу и сумњива озакоњења”
- Награда публике: Далибор Ступар (ВОИЦЕ)

### 2024.[8]
Од ове године укида се подела по врсти медија.
- Прва награда: Гордана Андрић, Александар Ђорђевић (БИРН) за текст „Лажиране исплате, фиктивна предавања: Како су милиони евра за угрожене завршили у туђим џеповима”
- Друга награда: Бојана Јовановић, Милица Војиновић и Стеван Дојчиновић (КРИК) за текст „Жандарм Вучковић наређивао криминалцима, уништио телефоне Салета Мутавог након његовог убиства”
- Трећа награда и награда публике: Ивана Милосављевић, Теодора Ћурчић, Владимир Костић (ЦИНС) „ЦИНС у кол центру СНС-а: Агенција за хостесе, куповина гласова и милиони у кешу”
- Посебне плакете: Драгана Прица Ковачевић, Теодора Ћурчић, Гордана Андрић (БИРН) за „Породично насиље над децом: Невидљиве жртве” и Јована Томић и Стефан Марковић (ЦИНС) за подкаст „Зао час” у серијалу „Трагови”